# دیتر وندیش
دیتر وندیش (انگلیسی: Dieter Wendisch؛ زادهٔ ۹ مهٔ ۱۹۵۳) قایقران روئینگ اهل آلمان شرقی بود.
وی در مسابقات کشوری و بین‌المللی در مجموع برندهٔ ۵ مدال طلا شده‌است.